# District de Loches
Le district de Loches est une ancienne division territoriale française du département d'Indre-et-Loire de 1790 à 1795.
Il était composé des cantons de Loches, Ligueil, Mantelan et Montrézord.